# Segunda Categoría de Esmeraldas 2020
El Campeonato Provincial de Segunda Categoría de Esmeraldas 2020 fue un torneo de fútbol en Ecuador en el cual compitieron equipos de la Provincia de Esmeraldas. El torneo fue organizado por la Asociación de Fútbol No Amateur de Esmeraldas (AFE) y avalado por la Federación Ecuatoriana de Fútbol. El torneo empezó el 22 de agosto de 2020 y finalizó el 17 de octubre de 2020. Participaron 6 clubes de fútbol y entregó dos cupos a los play-offs de Segunda Categoría 2020 por el ascenso a la Serie B, además el campeón provincial clasificará a la primera fase de la Copa Ecuador 2021. Por efectos de la pandemia de coronavirus en Ecuador el número de equipos participantes se redujo al igual que las fechas de disputa del torneo se modificaron.

## Sistema de campeonato
El sistema determinado por la Asociación de Fútbol No Amateur de Esmeraldas fue el siguiente:
- Se jugó una etapa única con los 6 equipos establecidos, todos contra todos ida y vuelta (10 fechas), al final los equipos que terminaron en primer y segundo lugar clasificaron a los dieciseisavos de final de Segunda Categoría Nacional 2020 como campeón y vicecampeón provincial respectivamente.

## Equipos participantes
| Equipos participantes                 | Equipos participantes | Equipos participantes   |
| ------------------------------------- | --------------------- | ----------------------- |
|                                       |                       |                         |
| Equipo                                | Ciudad                | Estadio                 |
| Atacames Sporting Club                | Atacames              | Estadio Walter Aparicio |
| Emanuel Sporting Club                 | Quinindé              | Estadio Pascual Mina    |
| Club Deportivo Atlético Valencia      | Esmeraldas            | Estadio Folke Anderson  |
| Club Social y Deportivo Vargas Torres | Esmeraldas            | Estadio Folke Anderson  |
| Esmeraldas Fútbol Club                | Esmeraldas            | Estadio Folke Anderson  |
| Club Deportivo Sagrado Corazón        | Esmeraldas            | Estadio Folke Anderson  |

## Equipos por cantón
| Cantón                                                                    | N.º | Equipos                                                                  |
| ------------------------------------------------------------------------- | --- | ------------------------------------------------------------------------ |
| [[Archivo:\|20x20px\|border\|Bandera de Esmeraldas (Ecuador)]] Esmeraldas | 4   | - Atlético Valencia - Vargas Torres - Esmeraldas F. C. - Sagrado Corazón |
| Quinindé                                                                  | 1   | - Emanuel S. C.                                                          |
| Atacames                                                                  | 1   | - Atacames S. C.                                                         |

## Clasificación
| Pos. | Equipo            | Pts. | PJ | G | E | P | GF | GC | Dif. |  |
| ---- | ----------------- | ---- | -- | - | - | - | -- | -- | ---- |  |
| 1    | Atacames S. C.    | 22   | 10 | 6 | 4 | 0 | 16 | 5  | +11  |  |
| 2    | Vargas Torres     | 21   | 10 | 6 | 3 | 1 | 15 | 4  | +11  |  |
| 3    | Atlético Valencia | 18   | 10 | 5 | 3 | 2 | 15 | 7  | +8   |  |
| 4    | Emanuel S. C.     | 11   | 10 | 3 | 2 | 5 | 9  | 15 | −6   |  |
| 5    | Sagrado Corazón   | 8    | 10 | 2 | 2 | 6 | 6  | 12 | −6   |  |
| 6    | Esmeraldas F. C.  | 2    | 10 | 0 | 2 | 8 | 4  | 22 | −18  |  |

 Fuente: Aso Esmeraldas
Criterios de clasificación: 1) Puntos; 2) Diferencia de goles; 3) Goles marcados; 4) Goles de visitante
|  | Campeón y clasificado a los zonales de Segunda Categoría 2020.     |
|  | Vicecampeón y clasificado a los zonales de Segunda Categoría 2020. |

## Evolución de la clasificación
| Equipo / Jornada                                                                 | 01 | 02 | 03 | 04 | 05 | 06 | 07 | 08 | 09 | 10 |
| -------------------------------------------------------------------------------- | -- | -- | -- | -- | -- | -- | -- | -- | -- | -- |
| Atacames S. C.                                                                   | 2  | 3  | 1  | 1  | 1  | 1  | 1  | 1  | 1  | 1  |
| [[Archivo:\|20x20px\|border\|Bandera de Esmeraldas (Ecuador)]] Vargas Torres     | 3  | 1  | 2  | 3  | 4  | 3  | 2  | 3  | 2  | 2  |
| [[Archivo:\|20x20px\|border\|Bandera de Esmeraldas (Ecuador)]] Atlético Valencia | 1  | 2  | 3  | 2  | 2  | 4  | 3  | 2  | 3  | 3  |
| Emanuel S. C.                                                                    | 5  | 4  | 4  | 4  | 3  | 2  | 4  | 4  | 4  | 4  |
| [[Archivo:\|20x20px\|border\|Bandera de Esmeraldas (Ecuador)]] Sagrado Corazón   | 4  | 5  | 5  | 5  | 5  | 5  | 5  | 5  | 5  | 5  |
| [[Archivo:\|20x20px\|border\|Bandera de Esmeraldas (Ecuador)]] Esmeraldas F. C.  | 6  | 6  | 6  | 6  | 6  | 6  | 6  | 6  | 6  | 6  |

## Resultados

### Primera vuelta
| Atacames SC   | 4 - 1 | Emanuel SC        | Walter Aparicio | 22 de agosto | 10:00 |
| Esmeraldas FC | 1 - 4 | Atlético Valencia | Walter Aparicio | 22 de agosto | 15:00 |
| Vargas Torres | 1 - 0 | Sagrado Corazón   | Walter Aparicio | 23 de agosto | 10:00 |

| Sagrado Corazón   | 0 - 1 | Emanuel SC    | Folke Anderson | 29 de agosto | 10:00 |
| Vargas Torres     | 1 - 0 | Esmeraldas FC | Folke Anderson | 29 de agosto | 15:00 |
| Atlético Valencia | 1 - 1 | Atacames SC   | Folke Anderson | 30 de agosto | 10:00 |

| Atacames SC   | 3 - 1 | Vargas Torres     | Walter Aparicio | 5 de septiembre | 10:00 |
| Emanuel SC    | 0 - 0 | Atlético Valencia | Folke Anderson  | 5 de septiembre | 10:00 |
| Esmeraldas FC | 0 - 1 | Sagrado Corazón   | Folke Anderson  | 5 de septiembre | 15:00 |

| Vargas Torres   | 0 - 0 | Emanuel SC        | Folke Anderson | 12 de septiembre | 10:00 |
| Sagrado Corazón | 0 - 1 | Atlético Valencia | Folke Anderson | 12 de septiembre | 15:00 |
| Esmeraldas FC   | 0 - 0 | Atacames SC       | Folke Anderson | 13 de septiembre | 10:00 |

| Atacames SC       | 1 - 0 | Sagrado Corazón | Walter Aparicio | 19 de septiembre | 10:00 |
| Atlético Valencia | 0 - 0 | Vargas Torres   | Folke Anderson  | 19 de septiembre | 10:00 |
| Emanuel SC        | 3 - 1 | Esmeraldas FC   | Folke Anderson  | 19 de septiembre | 15:00 |

### Segunda vuelta
| Vargas Torres   | 1 - 0 | Atlético Valencia | Folke Anderson | 23 de septiembre | 10:00 |
| Esmeraldas FC   | 1 - 2 | Emanuel SC        | Folke Anderson | 23 de septiembre | 15:00 |
| Sagrado Corazón | 2 - 2 | Atacames SC       | Folke Anderson | 24 de septiembre | 10:00 |

| Emanuel SC        | 1 - 2 | Vargas Torres   | Folke Anderson  | 26 de septiembre | 10:00 |
| Atlético Valencia | 3 - 1 | Sagrado Corazón | Folke Anderson  | 27 de septiembre | 10:00 |
| Atacames SC       | 3 - 0 | Esmeraldas FC   | Walter Aparicio | 27 de septiembre | 10:00 |

| Vargas Torres     | 0 - 0 | Atacames SC   | Folke Anderson | 3 de octubre | 10:00 |
| Atlético Valencia | 4 - 1 | Emanuel SC    | Folke Anderson | 3 de octubre | 15:00 |
| Sagrado Corazón   | 0 - 0 | Esmeraldas FC | Folke Anderson | 4 de octubre | 10:00 |

| Atacames SC   | 1 - 0 | Atlético Valencia | Walter Aparicio | 10 de octubre | 10:00 |
| Esmeraldas FC | 0 - 6 | Vargas Torres     | Folke Anderson  | 10 de octubre | 10:00 |
| Emanuel SC    | 0 - 2 | Sagrado Corazón   | Folke Anderson  | 10 de octubre | 15:00 |

| Emanuel SC        | 0 - 1 | Atacames SC   | Folke Anderson      | 17 de octubre | 10:00 |
| Atlético Valencia | 2 - 1 | Esmeraldas FC | Walter Aparicio     | 17 de octubre | 10:00 |
| Sagrado Corazón   | 0 - 3 | Vargas Torres | Los Mangos de Saysa | 17 de octubre | 10:00 |

### Tabla de resultados cruzados
| Local \ Visitante | VAL | VAR | EFC | EMA | ATA | SAG |
| ----------------- | --- | --- | --- | --- | --- | --- |
| Atlético Valencia | —   | 0–0 | 2–1 | 4–1 | 1–1 | 3–1 |
| Vargas Torres     | 1–0 | —   | 1–0 | 0–0 | 0–0 | 1–0 |
| Esmeraldas F. C.  | 1–4 | 0–6 | —   | 1–2 | 0–0 | 0–1 |
| Emanuel S. C.     | 0–0 | 1–2 | 3–1 | —   | 0–1 | 0–2 |
| Atacames S. C.    | 1–0 | 3–1 | 3–0 | 4–1 | —   | 1–0 |
| Sagrado Corazón   | 0–1 | 0–3 | 0–0 | 0–1 | 2–2 | —   |

### Campeón
| |
| Atacames Sporting Club 2.° título Clasifica a los zonales de la Segunda Categoría 2020 - También clasifica Club Vargas Torres como vicecampeón. |